# Asyneuma japonicum
Asyneuma japonicum là loài thực vật có hoa trong họ Hoa chuông. Loài này được (Miq.) Briq. mô tả khoa học đầu tiên năm 1931.